# Orthocladius biwaniger
Orthocladius biwaniger är en tvåvingeart som beskrevs av Sasa och Nishino 1995. Orthocladius biwaniger ingår i släktet Orthocladius och familjen fjädermyggor. Inga underarter finns listade i Catalogue of Life.